# Todor Diev
Todor Nedyalkov Diev (Plovdiv, 28 settembre 1934 – 6 gennaio 1995) è stato un calciatore bulgaro, di ruolo attaccante.

## Carriera
Fu capocannoniere del campionato bulgaro nel 1955, nel 1962 e nel 1963. Vinse con la sua Nazionale la medaglia di bronzo alle Olimpiadi del 1956.

## Palmarès

### Club
- Campionato bulgaro: 1

Spartak Plovdiv: 1962-1963
- Coppa di Bulgaria: 1

Spartak Plovdiv: 1958

### Nazionale
- Bronzo olimpico: 1

Melbourne 1956

### Individuale
- Capocannoniere del campionato bulgaro: 2

1961-1962 (23 reti), 1962-1963 (26 reti)